# Claire Danes
Claire Catherine Danes (n. 12 aprilie 1979, New York City, New York, SUA) este o actriță americană. A primit trei premii Emmy, patru premii Globul de Aur și două premii ale Sindicatului Actorilor. În 2012, revista Time a numit-o una dintre cele mai influente 100 de persoane din lume, iar în 2015 a fost distinsă cu o stea pe Hollywood Walk of Fame.
Danes a devenit cunoscută ca Angela Chase în serialul dramatic de adolescenți din 1994 My So-Called Life. Rolul i-a adus un Glob de Aur pentru cea mai bună actriță și o nominalizare Primetime Emmy pentru o actriță de excepție într-o serie dramatică. Și-a făcut debutul în film în același an în Fiicele doctorului March (Little Women, 1994). Printre alte filme în care a jucat se numără Vacanță cu familia (Home for the Holidays, 1995), Romeo și Julieta (1996), Omul care aduce ploaia (1997), Mizerabilii (Les Misérables, 1998), Pașaport spre închisoare (Brokedown Palace, 1999), dublaj în engleză în 1999 al filmului Prințesa Mononoke (1997), Orele (The Hours, 2002), Terminatorul 3: Supremația Roboților (2003), Fata de la magazin (Shopgirl, 2005), Pulbere de stele (2007) și A Kid Like Jake (2018). 
Din 1998 până în 2000, a studiat la Universitatea Yale apoi a renunțat și a revenit la actorie. A apărut într-o producție Off-Broadway a piesei The Vagina Monologues în 2000 și a debutat pe Broadway interpretând rolul Elizei Doolittle în refacerea din 2007 a piesei Pygmalion. În 2010, ea a jucat-o pe Temple Grandin în foarte apreciatul film de televiziune HBO Temple Grandin, rol care i-a adus un al doilea Glob de Aur și primul ei premiu Primetime Emmy. Din 2011 până în 2020, ea a jucat rolul Carrie Mathison în serialul dramatic Showtime Homeland, pentru care a câștigat două premii Primetime Emmy, două premii Globul de Aur pentru cea mai bună actriță de televiziune (dramă) și Premiul Asociației Criticilor de Televiziune.

## Filmografie

### Film
| An   | Titlu                                                                     | Rol                    | Note                     |
| ---- | ------------------------------------------------------------------------- | ---------------------- | ------------------------ |
| 1994 | Little Women (Fiicele doctorului March)                                   | Beth March             |                          |
| 1995 | How to Make an American Quilt (Cum să faci o cuvertură americană)         | Glady Jo Cleary        |                          |
| 1995 | Home for the Holidays (Vacanță cu familia)                                | Kitt Larson            |                          |
| 1996 | I Love You, I Love You Not (Te iubesc, nu te iubesc)                      | Daisy / Young Nana     |                          |
| 1996 | To Gillian on Her 37th Birthday (Petrecere pentru Gillian)                | Rachel Lewis           |                          |
| 1996 | Romeo + Juliet (Romeo și Julieta)                                         | Juliet Capulet         |                          |
| 1997 | U Turn (Ocol primejdios )                                                 | Jenny                  |                          |
| 1997 | The Rainmaker (Omul care aduce ploaia)                                    | Kelly Riker            |                          |
| 1998 | Les Misérables (Mizerabilii)                                              | Cosette                |                          |
| 1998 | Polish Wedding (Nuntă în stil polonez)                                    | Hala                   |                          |
| 1999 | The Mod Squad (Fără reguli)                                               | Julie Barnes           |                          |
| 1999 | Brokedown Palace (Pașaport spre închisoare)                               | Alice Marano           |                          |
| 1999 | Princess Mononoke (Prințesa Mononoke)                                     | San                    | Voce (dublaj în engleză) |
| 2002 | Igby Goes Down (Igby)                                                     | Sookie Sapperstein     |                          |
| 2002 | The Hours (Orele)                                                         | Julia Vaughan          |                          |
| 2003 | It's All About Love (Numai dragostea)                                     | Elena                  |                          |
| 2003 | The Rage in Placid Lake (Furiosul Placid Lake)                            | Girl at seminar        |                          |
| 2003 | Terminator 3: Rise of the Machines (Terminatorul 3: Supremația roboților) | Kate Brewster          |                          |
| 2004 | Stage Beauty (Farmecul scenei)                                            | Maria                  |                          |
| 2005 | Shopgirl (Fata de la magazin)                                             | Mirabelle Buttersfield |                          |
| 2005 | The Family Stone (Familia Stone)                                          | Julie Morton           |                          |
| 2007 | Evening (Amurgul)                                                         | Young Ann              |                          |
| 2007 | Stardust (Pulbere de stele)                                               | Yvaine                 |                          |
| 2007 | The Flock (Turma)                                                         | Allison                |                          |
| 2008 | Me and Orson Welles (Eu și Orson Welles)                                  | Sonja Jones            |                          |
| 2013 | As Cool as I Am (Aproape adulți)                                          | Lainee Diamond         |                          |
| 2017 | Brigsby Bear (Ursul Brigsby)                                              | Emily                  |                          |
| 2018 | A Kid Like Jake (Un puști ca Jake)                                        | Alex Wheeler           |                          |

### TV
| An        | Titlu                           | Rol             | Note                                                         |
| --------- | ------------------------------- | --------------- | ------------------------------------------------------------ |
| 1992      | Law & Order                     | Tracy Brandt    | Episode: "Skin Deep"                                         |
| 1994      | Lifestories: Families in Crisis | Katie Leiter    | Episode: "More Than Friends: The Coming Out of Heidi Leiter" |
| 1994–1995 | My So-Called Life               | Angela Chase    | Lead role (19 episodes)                                      |
| 1997      | Saturday Night Live             | Host            | Episode: "Claire Danes/Mariah Carey"                         |
| 2010      | Temple Grandin                  | Temple Grandin  | Television film                                              |
| 2011–2020 | Homeland                        | Carrie Mathison | Lead role                                                    |
| 2015      | Master of None                  | Nina Stanton    | Episode: "The Other Man"                                     |
| 2017      | Portlandia                      | Joan            | Episode: "The Storytellers"                                  |

### Teatru
| An   | Piesă                           | Rol             | Teatru                    |
| ---- | ------------------------------- | --------------- | ------------------------- |
| 2000 | The Vagina Monologues           |                 | Westside Theatre          |
| 2005 | Christina Olson: American Model | Christina Olson | Performance Space 122     |
| 2007 | Edith and Jenny                 | Edith           | Performance Space 122     |
| 2007 | Pygmalion                       | Eliza Doolittle | American Airlines Theatre |
| 2016 | Dry Powder                      | Jenny           | The Public Theater        |

## Legături externe
- Materiale media legate de Claire Danes la Wikimedia Commons
- Claire Danes la Internet Movie Database
- en Claire Danes la Internet Broadway Database
- en Claire Danes la Internet Off-Broadway Database